# The Will of Destiny
The Will of Destiny è un cortometraggio muto del 1912. Il nome del regista non viene riportato nei credit del film.
È uno dei primissimi film di Richard Stanton, un attore che passerà alla regia nel 1914 e l'esordio sullo schermo per Jewel Carmen, che qui usò il nome di Florence La Vinci.

## Produzione
Il film fu prodotto dalla Georges Méliès (come Star Film Company).

## Distribuzione
Distribuito dalla General Film Company, il film - un cortometraggio in una bobina - uscì nelle sale cinematografiche statunitensi il 1º agosto 1912. La J.F. Brockliss lo distribuì nel Regno Unito l'11 gennaio 1913.